# ذئب مراهق (مسلسل)
ذئب مراهق (بالإنجليزية: Teen Wolf)‏. وهو مسلسل تلفزيوني درامي خارق للطبيعة، تم تصويره بواسطة الاستناد إلى فيلم من نفس الاسم سنة 1985، السلسلة عرضت لأول مرة في 5 حزيران 2011، في جوائز إم تي في للأفلام (بالإنجليزية: MTV Movie Awards)، تدور احداث المسلسل عن سكوت ماكول (تايلر بوسي)، وهو طالب في المدرسة الثانوية ومنبوذ اجتماعي الذي يتعرض للعض من قبل مسذئب بينما يتجول في الغابة. سكوت يحاول الحفاظ على حياته الطبيعية، في حين يختبئ من الجميع بسبب حياته السرية باعتباره مستذئب باستثناء أفضل صديق له ستايلز ستيلينسكي (ديلن أوبراين) الذي يساعده للتعامل مع هذا التغيير في حياته وجسده، و المستذئب الاخر الغامض، ديريك هيل و بيتر هيل(تايلر هوكلن).
وقد تلقت سلسلة ردود فعل متباينة من النقاد، وحصلت على درجة 61 من أصل 100 في موقع ميتاكريتيك الاستعراض. المعرض العرض الأول في وجه ما مجموعه 2.18 مليون مشاهد. الشخصية البطل هو سكوت ماكال وهو القائد الحقيقي وجماعته مؤلفة من صديقه المفضل ستايلز ستيلينسكي وحبيبته أليسون ارجنت والبيتا أي التابع الخاص به ليام دانبار وصديقه ديريك هيل وصديقته ليديا مارتن وبعض من الممثلين لكنهم غير اساسيين.

## الخلاصة
ويستند المسلسل الاجتماعي حول مستذئب سكوت ماكول، وهو شاب يلعب رياضة اللاكروس في الفريق الخاص بثانوية بيكون هيلز،ولاية كاليفورنيا .المقيم في ضواحي مدينة بيكون هيلز بولاية كالفورنيا الامريكية حيث يخرج سكوت ماكول الى الغابة باحثا عن النصف الاخر من جثة فتاة مجهولة واثناء هروبه من الصوت المخيف يقفز عليه مستذئب ويعضه لتتغير حياته عن بكرة ابيها . حيث طرأت عليه مجموعة تغييرات في حواسه كالسمع القوي والشم الحاد واستشعار الاصوات وسحب الالم من الاشخاص الاخرين وكذا ينظر لبراعته في لعبة اللاكروس بعد ان كان يجلس في مقاعد البدلاء ليتحول الى امهر لاعب في الفريق.. وعندما اكتشف انه مستذئب ساعده في اكتشاف السبب صديقه المقرب ستايلز ستلينسكي وحبه الأول أليسون ارجنت وصديقته في الصف ليديا مارتن والمستذئب الذي عاد مستبصرا للمدينة ديريك هيل ... واضطر لتعلم التوازن واكتشاف قدراته وتعاملته مع هويته المكتشفة حديثا.

## الممثلين والشخصيات
- تايلر بوسي بدور شخصية سكوت مكول

طالب ولاعب لاكروس فاشل في مدرسة بييكن هيلزالثانويه بطل المسلسل الرئيسي مصاب ب الربو، ذو 16 عاما بعد تعرضه للعض من قبل المستذئبين، تنقلب حياته راسا على عقب، لكنه يسعى جاهدا لإخفاء حياته الجديدة غير المرغوب فيها باعتباره مستذئب من أقرانه، بما في ذلك صديقته الجديدة ووالدته، وهو يحاول التوازن على حد سواء، وحياة حماية المقربين منها.
- كريستال ريد بدور شخصية اليسون ارجنت

الفتاة الجديدة في المدينة والحب الأول لسكوت. ابنة عائلة ارجنت عائلة الصيادين ، ولديها موهبة طبيعية للرماية
- تايلر هوكلن بدور شخصية ديريك هيل

وهو المستذئب والناجي الوحيد من عائلة هيل الذين كانوا ضحايا الحريق. جاء إلى المدينة بحثا عن أخته، لورا هيل. علم أن سكوت هو أيضا مستذئب، ويحاول أن يعلم سكوت كيفية السيطرة والتحكم بعض قدراته مثل تحوله الى مستذئب، في حين وجود منافسة الدوري أيضا معه.
- ديلن أوبراين بدور شخصية ستايلز ستيلينسكي

وهو أفضل صديق، بخلاف ديريك الذين يعلم أن سكوت هو مستذئب، لذلك فهو يساعد على الحفاظ على هدوء صديقه ومساعدته . وهو الساخر المرح، وصراحة والفضوليين، ويرى الكثير من البحث عن المعلومات التي يمكن أن تساعد سكوت ماكول
- كولتون هاينز بدور شخصية جاكسون يتمور

قائد فريق لاكروس الذين ريبة يعرض سكوت الأخيرة من القوة البدنية والنذر لمعرفة ما هو سره مهما طال الزمن.
- هولاند رودن بدور شخصية ليديا مارتن

صديقة جاكسون الضحلة ولكنها ذكية للغاية، والذي يصادق على الفور أليسون. ليديا غير شعبية، شخصية النوع الذي يحصل على ما تريد من خلال التلاعب الناس من حولها.
كودي كريستين بدور شخصية ثيو رايكن
ديلان سبرايبيري بذور ليام دانبر
شيلي هيننينغ بدور ماليا هيل

## الجوائز والترشيحات
| السنة | الجائزة                  | الفئة                                      | النتيجة |
| ----- | ------------------------ | ------------------------------------------ | ------- |
| 2011  | "أختيار جائزة المراهقين" | "خيار المسلسل الخيال / الخيال العلمي"      | ترشح    |
| 2011  | "أختيار جائزة المراهقين" | "اختيار الممثلة التلفزيونية (كريستال ريد)" | ترشح    |

## وصلات خارجية
- الموقع الرسمي
- ذئب مراهق على موقع IMDb (الإنجليزية)
- ذئب مراهق على موقع ميتاكريتيك (الإنجليزية)
- ذئب مراهق على موقع روتن توميتوز (الإنجليزية)
- ذئب مراهق على موقع نتفليكس (الإنجليزية)
- ذئب مراهق على موقع قاعدة بيانات الأفلام العربية
- ذئب مراهق على موقع أول موفي (الإنجليزية)
- ذئب مراهق على موقع فيلمافينيتي (الإسبانية)
- ذئب مراهق على موقع كينوبويسك (الروسية)
- ذئب مراهق على موقع ألو سيني (الفرنسية)
- ذئب مراهق على موقع قاعدة بيانات الفيلم (الإنجليزية)
- تين وولف على موقع TV.com